# كوكب WASP-39b
كوكب WASP-39b ، المسمى رسميًا بوكابرينز ، هو كوكب خارج المجموعة الشمسية ويسمى "كوكب المشتري الساخن " تم اكتشافه في فبراير  2011 بواسطة مشروع WASP . وهو معروف باحتوائه على كمية كبيرة من الماء في غلافه الجوي . بالإضافة إلى ذلك كان WASP-39b أول كوكب خارجي تم العثور عليه يحتوي على ثاني أكسيد الكربون وفي غلافه الجوي ،  وبالمثل بالنسبة لثاني أكسيد الكبريت .
يقع كوكب WASP-39b في كوكبة العذراء ، ويبعد حوالي 700 سنة ضوئية عن الأرض . كجزء من حملات تسمية أجرام خارج المجموعة الشمسية NameExoWorlds في الذكرى المئوية الأولى للاتحاد الفلكي الدولي تم تسميته بوكابرينس طبقا شاطيء "بوكا برينس" الموجود في منتزه حديقة Arikok الوطنية في أروبا .

## صفاته

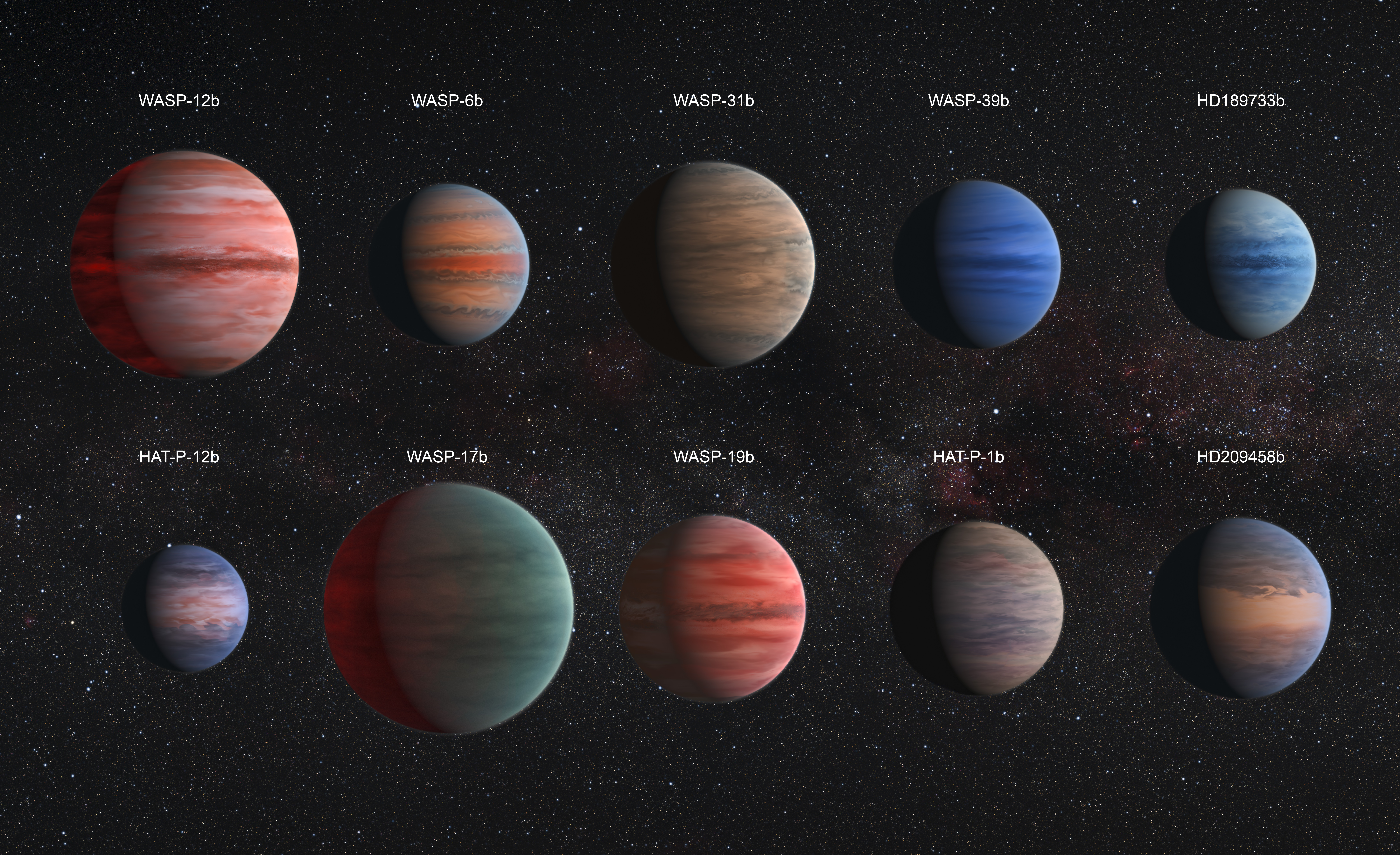
مقارنة بين الكواكب الخارجية "المشتري الساخن" ، بما في ذلك WASP-39b (الصف العلوي ؛ الرابع من اليسار)[تصور فني].

تبلغ كتلة كوكب WASP-39b حوالي 0.28 مرة من كتلة كوكب المشتري ونصف قطره حوالي 1.27 ضعف قطر المشتري (91000 كم). وهو كوكب عملاق غازي ساخن بدرجة حرارة عالية تبلغ 900 درجة مئوية. يدور الكوكب حول النجم WASP-39
على مسافة قصيرة (نحو 7 مليون كيلومتر ) كل 4 أيام .

يتميز الكوكب WASP-39b أيضًا بكثافة منخفضة للغاية تقترب من كثافة الكوكب WASP-17b . بينما تبلغ كثافة WASP-17b نحو 0.13 جم / سم3 فإن WASP-39b ذو كثافة أعلى قليلاً تبلغ 0.18±0.04 جم / سم3 .

## تكوين الغلاف الجوي

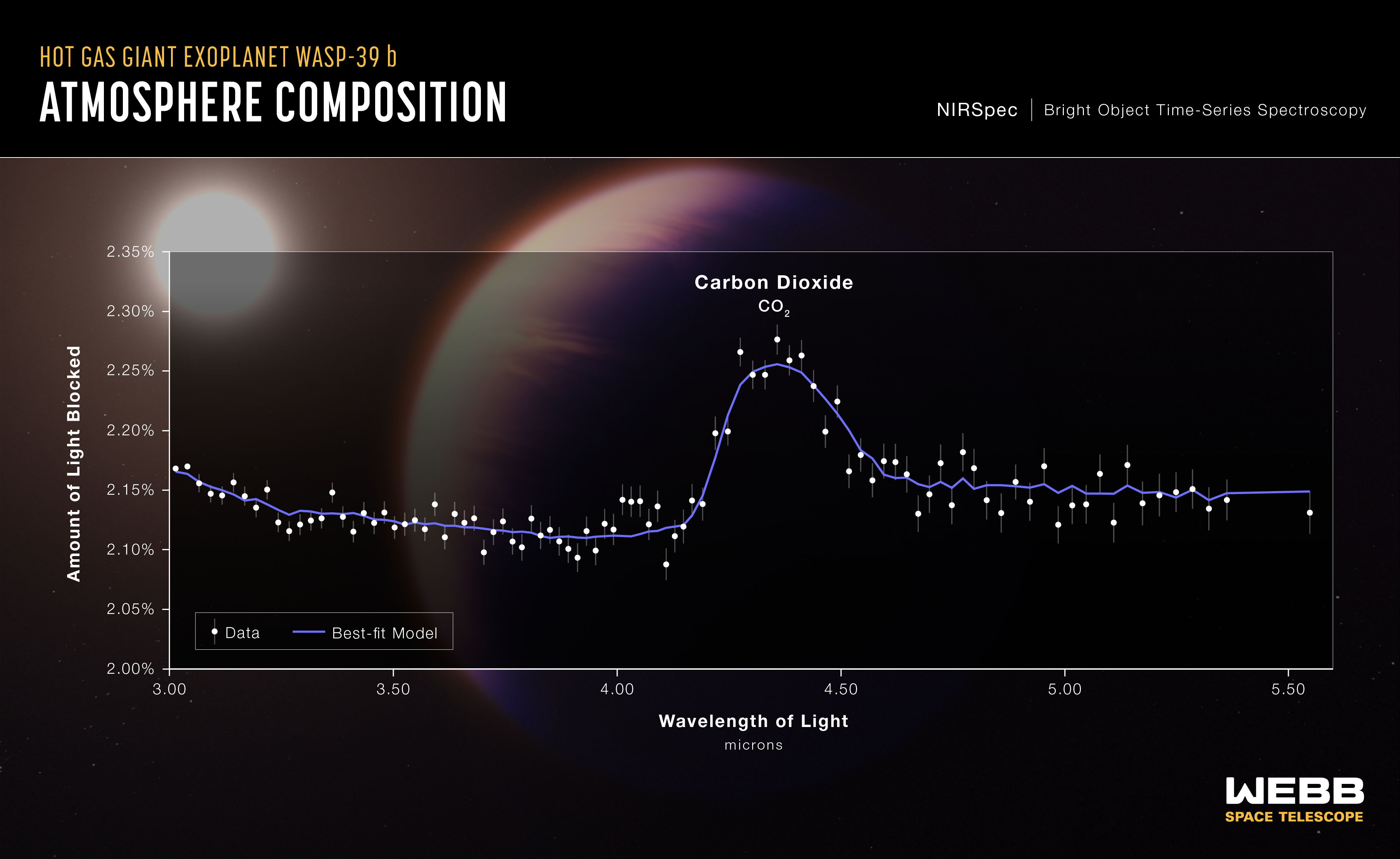
يكشف طيف التخلل الجوي للكوكب WASP-39b ، الذي تم التقاطه بواسطة مطياف Webb للأشعة تحت الحمراء القريبة (NIRSpec) أول دليل واضح على وجود ثاني أكسيد الكربون في كوكب خارج النظام الشمسي.

تم العثور على جزيئات الماء الساخن في الغلاف الجوي لـكوكب WASP-39b في دراسة أجريت عام 2018. كانت أطياف التخلل في الغلاف الجوي ، المأخوذة بواسطة أدوات مختلفة ، غير متسقة مع قياسات عام 2021 ، مما قد يشير إلى عدم توازن كيمياء الغلاف الجوي. لم تؤكد الأطياف عالية الدقة التي حصل عليها تلسكوب جيمس ويب الفضائي في عام 2022 وجود عدم توازن كيميائي في الكوكب.
WASP-39b هو أحد الأهداف العلمية للإطلاق المبكر لتلسكوب جيمس ويب الفضائي . لوحظ ثاني أكسيد الكبريت في الغلاف الجوي لهذا الكوكب لأول مرة ، أو في الواقع لأي كوكب خارج النظام الشمسي ، مما يشير إلى وجود عمليات كيميائية ضوئية في الغلاف الجوي. كوكب WASP-39b هو أول كوكب خارج المجموعة الشمسية تم فيه اكتشاف ثاني أكسيد الكربون .
أشارت أطياف التخلل الكوكبي المأخوذة في عام 2022 إلى أن الغلاف الجوي لـلكوكب WASP-39b غائم جزئيًا ، ويبدو أن نسبة الكربون إلى الأكسجين C / O في الكوكب أقل من نسبتهم في المجموعة الشمسية. كما تم الكشف عن البصمة الطيفية للماء ، وثاني أكسيد الكربون، والصوديوم  ، وثاني أكسيد الكبريت .

## WASP-39 (نجم)
النجم العائل WASP-39 هو من الدرجة الطيفية G وهو أصغر قليلاً من الشمس. يقع في كوكبة العذراء على بعد 698 سنة ضوئية من الأرض . تم تسمية النجم WASP-39 باسم Malmok.

## أنظر أيضا
- WASP-6b
- WASP-17b
- كوكب WASP-19b
- WASP-31b
- WASP-121b
- قائمة الأسماء المناسبة للكواكب الخارجية (انظر قسم المصادر في المراجع)
- قائمة الكواكب الخارجية العابرة
- قائمة الكواكب الخارجية المكتشفة في عام 2011